# Centro Dramático de Évora

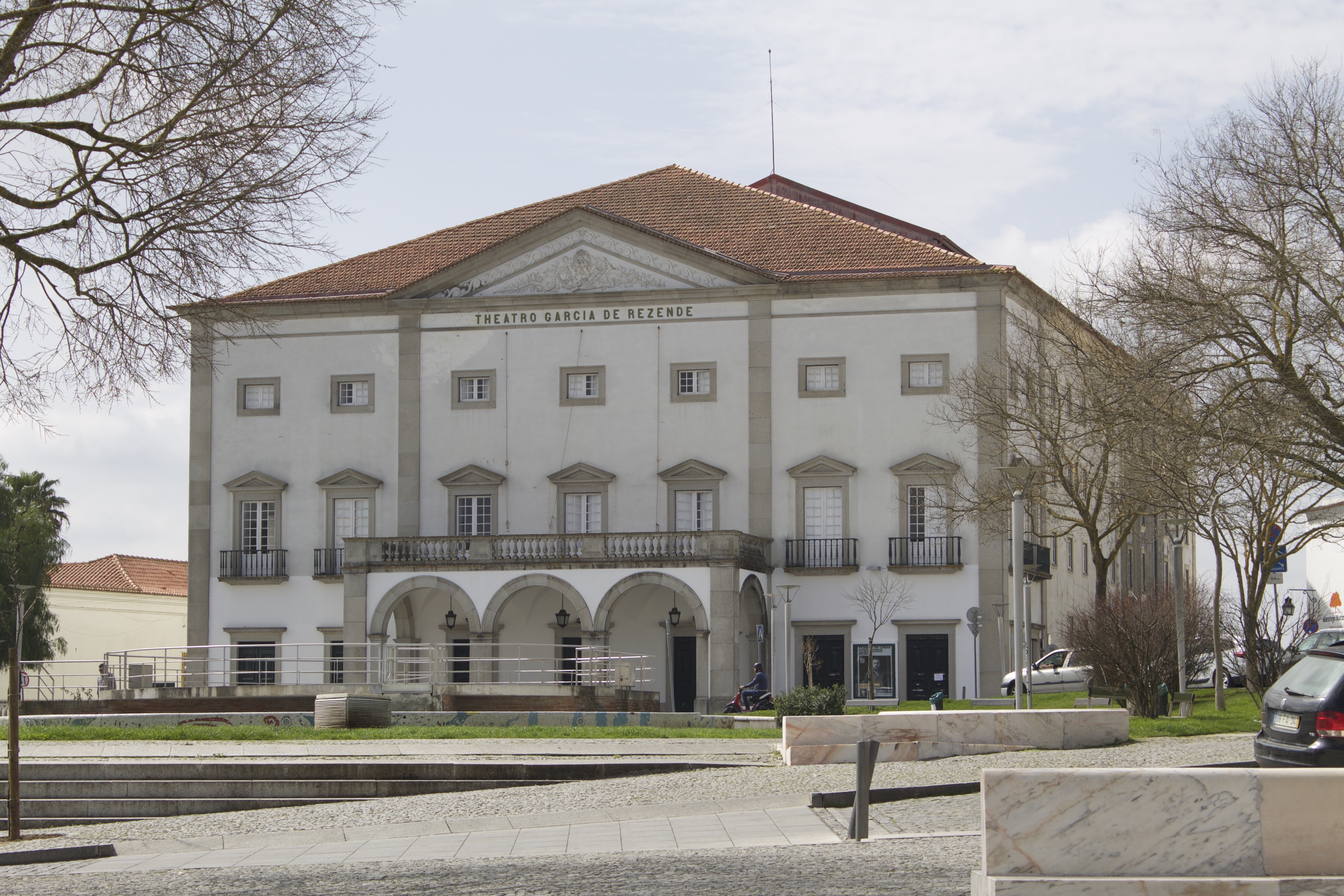
Teatro Garcia de Resende, onde o CENDREV desenvolve grande parte da sua atividade

O Centro Dramático de Évora (CENDREV), é um centro de acção teatral, com formação, produção e difusão de espectáculos. Localiza-se em Évora, no Alentejo, Portugal. A agremiação foi fundada por iniciativa do encenador Mário Barradas.